# Alcmeão (bisneto de Nestor)
Alcmeão, na mitologia grega, foi um bisneto de Nestor de quem a importante família ateniense dos alcmeônidas se dizia descendente.
Alcmeão era filho de Sillus, filho de Trasimedes, filho de Nestor.
Quando os descendentes de Nestor foram expulsos da Messênia pelos heráclidas, Alcmeão e Paeon, filho de Antíloco, irmão de Trasimedes, se refugiram em Atenas, dando origem às famílias dos alcmeônidas e dos Paeonidae.